# تپه گوروخ
تپه گوروخ مربوط به عصر مفرغ- عصر آهن - دوره اشکانیان است و در شهرستان گرمی، بخش مرکزی، دهستان اجارود غربی، روستای چلک واقع شده و این اثر در تاریخ ۱۲ دی ۱۳۸۶ با شمارهٔ ثبت ۲۰۲۹۹ به‌عنوان یکی از آثار ملی ایران به ثبت رسیده است.